# Elecciones presidenciales de Filipinas de 2010
Las Elecciones presidenciales de Filipinas de 2010 se realizaron el día 10 de mayo de 2010, resultando electo Benigno Aquino III, fueron las primeras elecciones en Filipinas en las que se usó el voto electrónico.

## Sumario
| Candidato                        | Partido                   | Resultado  | Resultado |
| Candidato                        | Partido                   | Votos      | %         |
| -------------------------------- | ------------------------- | ---------- | --------- |
| Benigno Aquino III               | Liberal                   | 15,208,678 | 42.08%    |
| Joseph Estrada                   | Pwersa ng Masang Pilipino | 9,487,837  | 26.25%    |
| Manny Villar                     | Partido Nacionalista      | 5,573,835  | 15.42%    |
| Gilberto Teodoro                 | Lakas-Kampi-CMD           | 4,095,839  | 11.33%    |
| Eddie Villanueva                 | Bangon Pilipinas          | 1,125,878  | 3.12%     |
| Richard Gordon                   | Bagumbayan-VNP            | 501,727    | 1.39%     |
| Nicanor Perlas                   | Independiente             | 54,575     | 0.15%     |
| Jamby Madrigal                   | Independiente             | 46,489     | 0.13%     |
| John Carlos de los Reyes         | Ang Kapatiran             | 44,244     | 0.12%     |
| Votos válidos                    | Votos válidos             | 36,139,102 | 94.73%    |
| Vetallano Acosta (descalificado) | Kilusang Bagong Lipunan   | 181,985    | 0.48%     |
| Votos nulos                      | Votos nulos               | 2,010,269  | 5.27%     |
| Participación                    | Participación             | 38,149,371 | 74.34%    |
| Censo electoral                  | Censo electoral           | 51,292,465 | 100.00%   |